# Pobłocie (powiat słupski)
Pobłocie (kaszb. Pòbłocé, niem. Poblotz) - stara wieś kaszubska w Polsce położona w województwie pomorskim, w powiecie słupskim, w gminie Główczyce przy drodze wojewódzkiej nr .

## Geografia
| SIMC    | Nazwa | Rodzaj    |
| ------- | ----- | --------- |
| 0744522 | Gatka | część wsi |

## Nazwa
Nazwa, wzmiankowana po raz pierwszy w 1628, ma pochodzenie słowiańskie i charakter topograficzny. Powstała przez dodanie do nazwy pospolitej błoto cyrkumfiksu po- -′e i oznacza „miejsce zlokalizowane przy błocie” (por. Podole, Powiśle). Friedrich Lorentz odnotował formę nazwy w lokalnych gwarach słowińskich: Pɵblʉ̀ɵ̯cė wraz z nazwami mieszkańców: Pʉ̀ɵ̯blɵcȯu̯n, Pʉ̀ɵ̯blɵcȯu̯nkă „pobłocianin, pobłocianka”. Niemiecka nazwa Poblotz jest adaptacją fonetyczną pierwotnej nazwy słowiańskiej.
Rada Języka Kaszubskiego proponuje kaszubską formę nazwy Pòbłocé.

## Historia
We wsi urodził się Karl Georg von Hoym, pruski minister Śląska i Prus Południowych.
W latach 1945-54 i 1973–1976 miejscowość była siedzibą gminy Pobłocie. W latach 1975–1998 miejscowość należała administracyjnie do województwa słupskiego.